# Cymbalophora diva
Cymbalophora diva är en fjärilsart som beskrevs av Otto Staudinger 1857. Cymbalophora diva ingår i släktet Cymbalophora och familjen björnspinnare. Inga underarter finns listade i Catalogue of Life.